# Luigi Cantone
Luigi Cantone   (Robbio, 21 de juliol de 1917 - Novara, 6 de novembre de 1997) fou un tirador d'esgrima italià, especialista en espasa, que va competir durant la dècada de 1940.
El 1948 va prendre part en els Jocs Olímpics d'Estiu de Londres, on va disputar dues proves del programa d'esgrima. Guanyà la medalla d'or en la prova d'espasa individual i la de plata en la d'espasa per equips. En el seu palmarès també destaquen dues medalles al Campionat del món d'esgrima, d'or el 1949 i de bronze el 1949.